# Tāzeh Kand (ort i Östazarbaijan, lat 39,01, long 47,34)
Tāzeh Kand (persiska: تازِه كَندِ داوودلو, تازه كند, Tāzeh Kand-e Dāvūdlū) är en ort i Iran.   Den ligger i provinsen Östazarbaijan, i den nordvästra delen av landet, 500 km nordväst om huvudstaden Teheran. Tāzeh Kand ligger 1 116 meter över havet och antalet invånare är 128.
Terrängen runt Tāzeh Kand är lite bergig, och sluttar norrut. Runt Tāzeh Kand är det ganska glesbefolkat, med 27 invånare per kvadratkilometer. Närmaste större samhälle är Hūrānd, 16,7 km söder om Tāzeh Kand. Trakten runt Tāzeh Kand består till största delen av jordbruksmark.